# Musaria cephalotes
Musaria cephalotes är en skalbaggsart som först beskrevs av Küster 1846.  Musaria cephalotes ingår i släktet Musaria och familjen långhorningar. Inga underarter finns listade i Catalogue of Life.